# Evgeny Chigishev
Evgeny Alexandrovich Chigishev (en russe : Евгений Александрович Чигишев ; né le 28 mai 1979 à Novokouznetsk), est un haltérophile russe. Il concourt dans la catégorie des plus de 105 kg et mesure 187 cm.